# Ибрагимова, Мариам Ибрагимовна
Мариа́м Ибраги́мовна Ибраги́мова (28 ноября 1918, аул Хуты, Дагестан, РСФСР — 19 августа 1993, Кисловодск, Россия) — советский и российский врач, писательница, поэтесса, публицистка и историк.

## Биография
Мариам Ибрагимова по материнской линии — праправнучка И. И. Пущина — декабриста и друга А. С. Пушкина. Родословная Мариам Ибрагимовой исходит от отца Ибрагима из рода шейхов курейшитов, а мать была потомственной дворянкой, правнучкой декабриста Пущина. Её мама Прасковья, встретив мусульманина Ибрагима, также приняла ислам, после чего вступила с ним в брак.
Мариам Ибрагимова получила медицинское образование — сначала средне-специальное в медицинском техникуме, а в послевоенные годы закончила медицинский институт. Работала по профессии в горных аулах Дагестана, в военных эвакопунктах Махачкалы, заведовала Буйнакским домом инвалидов Отечественной войны. В Кисловодске, где Ибрагимова три десятилетия отработала врачом в местном санатории, её именем названа поликлиника.

## Творчество
Ибрагимова интересовалась темой Кавказской войны. Писать она начала ещё в 1930-е годы, но известность к пришла в 1970-е годы, а в 1990-е, после выхода главного её главного произведения — романа-трилогии «Имам Шамиль». Рукопись этого произведения пролежала в столе писательницы более тридцати лет и была издана в 1991 году в московском издательстве «Советский писатель». 
Мариам Ибрагимова автор семи книг, в которых отражена нелёгкая борьба горцев за лучшую жизнь, дружба людей разных национальностей. В Махачкале было издано два её поэтических сборника на русском языке, один из которых назывался «Моя тропа». Затем в разные годы в Махачкале и Москве выходят другие её произведения — документально-историческая повесть о революции и Гражданской войне в Дагестане «Звенел булат», романы «Туман спустился с гор», «Мал золотник…», документально-историческая повесть «Охотник Кереселидзе» и другие.
Благодаря её сыну в московском издательстве «Белый город» вышло 15-томное собрание её сочинений.

### Критика
По мнению Расула Гамзатова «её роман „Имам Шамиль“ по праву является самым лучшим описанием Шамиля и Кавказской войны».
Отрицательной критике труды Ибрагимовой подвергла кандидат исторических наук Патимат Тахнаева, в частности, отмечаются её слова о «похотливых паломниках у стен Каабы» и за характеристику, которую Ибрагимова дала Шамилю: писательница назвала имама несостоявшимся самоубийцей и убийцей членов семьи, женщин и детей.